# Marian Zimiński
Marian Zimiński  (ur. 20 stycznia 1945 w Warszawie, zm. 25 listopada 1997 tamże) – polski kompozytor, aranżer, pianista i organista rockowy. Grał także na perkusji.

## Kariera muzyczna
Był absolwentem Średniej Szkoły Muzycznej w klasie fortepianu i perkusji oraz Wydziału Wychowania Muzycznego Studium Nauczycielskiego w Warszawie. W 1963 r. utworzył własną grupę beatową Relax, w której grał na perkusji. W maju 1964 r. nawiązał współpracę z zespołem Impulsy, zaś we wrześniu tego samego roku został pianistą zespołu Chochoły. W późniejszych latach był członkiem zespołu Czesława Niemena Akwarele, a potem zespołów ABC, oraz Mariolaine Suggestic(późniejszy Hard Road). Był również autorem muzyki filmowej, oraz piosenek takich jak "Asfaltowe łąki", „Jaki kolor wybrać chcesz”; "Jeszcze swój egzamin zdasz", „Pytasz mnie, co ci dam”, „Żyj mój świecie” oraz "Już za nami barwy lata" czy "Polubiłam pejzaż ten" dla Anny Jantar. Do historii polskiej muzyki szczególnie przeszła stworzona i wykonywana przez niego solówka organowa, rozpoczynająca i kończąca utwór „Dziwny jest ten świat” Czesława Niemena. 

## Muzyka filmowa[3]
- 1973: Godzina szczytu
- 1974: Urodziny Matyldy